# Medal of Honor: Pacific Assault
Medal of Honor: Pacific Assault је игра коју је развио EA Games као део Medal of Honor серијала компјутерских игара. Играч је стављен у улогу редова Томија Конлина, америчког маринца који учествује у борбама на Пацифичком ратишту током Другог светског рата. Игра користи Havok физички енџин. Нивои су смештени у битке током првог периода рата на Пацифику и обухватају битке: напад на Перл Харбор, Макин атол, битку за Гвадалканал и битку за острво Тарава.
Игра је имала два различита издања: класично издање на CD-у и специјални Director's Edition DVD на коме се налазе додатне могућности и историјски филмови.
Игра је својевремено била изузетно захтевна (1,8 GHz, 512 Mb RAM, графичка карта са 128 Mb меморије и подршку за DirectX 9.0c). Игра је критикована и зато што се задаци у мисијама понављају и због неких програмерских грешака.

## Мод за више играча
У игри постоји осам мапа за више играча, три мода играња и четири класе бораца. Модови у игри су:
- Слободно за све (Free for All)- класичан мод где се сваки играч бори за себе
- Тимски мод (Team Deathmatch)- где су играчи подељени у две групе (савезници и осовина) и где је циљ поразити противнички тим.
- Нападачки мод (Invader)- где на мапи постоји неколико објеката које браниоци треба да заштите од нападача. Неке објекте нападачи треба да разнесу минирањем што могу да ураде инжењерци док друге треба освојити и задржати одређено време. Ако нападачи освоје све објекте пре завршетка меча они побеђују.

У игри постоје четири класе бораца:
- пешадинци- који имају 25% више животних бодова (health).
- болничари- који имају могућност да пруже прву помоћ и да реанимирају саиграче.
- инжињерци- који су наоружани експлозивом и они једини имају могућност да минирају објекте
- оружари-способни да носе два примарна оружја, и торбе с муницијом па они служе да снабдевају саиграче.